# Ubatuba
Ubatuba er en by i den brasilianske delstat São Paulo med 92.981(2022) indbyggere.